# Paddtjärnarna
Paddtjärnarna är en sjö i Skinnskattebergs kommun i Västmanland och ingår i Norrströms huvudavrinningsområde.